# Curtiss SBC Helldiver
Curtiss SBC Helldiver (oznaczenie angielskie – Curtiss Cleveland Mk 1) – amerykański dwupłatowy pokładowy bombowiec nurkujący z okresu II wojny światowej.

## Historia
Początkiem historii samolotu Curtiss SBC Helldiver (SBC - Scout Bomber Curtiss) był prototyp dwumiejscowego samolotu myśliwskiego wytwórni Curtiss-Wright oznaczonego jako XF12C-1, zbudowanego w układzie zastrzałowego górnopłatu z podwoziem wciąganym w locie do kadłuba. Samolot ten oblatano w 1933 roku i wtedy zdecydowano na zmianę jego przeznaczenia na samolot zwiadowczy, otrzymał wtedy oznaczenie XS4C-1.
W 1934 ponownie zmieniono przeznaczenie tego samolotu ustalając, że jest to zwiadowczy bombowiec przystosowany do lotu nurkowego, otrzymał wtedy oznaczenie XSBC-1. We wrześniu 1934 roku w czasie próby lotu nurkowego w samolocie tym urwało się skrzydło i prototyp uległ zniszczeniu.
Po tej katastrofie samolot przekonstruowano w ten sposób, że otrzymał on drugi dolny płat, za podwoziem, aby nie zachodziła potrzeba zmiany konstrukcji kadłuba, wyposażono go także w nowy silnik. Taki prototyp otrzymał oznaczenie XSBC-2. Zastosowany w nim jednak silnik okazał się zbyt małej mocy. W związku z tym zastosowano w nim nowy silnik Pratt-Whitney R-1533-82 Junior wersja ta została oznaczona XSBC-3 i spełniła oczekiwania US Navy i w 1936 roku został on zatwierdzony do produkcji seryjnej.
W 1937 rozpoczęto produkcję seryjną samolotu na podstawie prototypu XSBC-3, produkowany samolot otrzymał oznaczenie Curtiss SBC-3 Helldiver. W  wersji tej wyprodukowano 83 samoloty. Ostatni samolot z tej serii został przekonstruowany w ten sposób, że zastosowano mocniejszy silnik Wright R-1820-34 oraz podwyższonym sterem kierunku i zwiększonym udźwigiem bomb. Samolot ten oznaczono jako XSBC-4 i stał się wzorcowym do produkcji seryjnej samolotu oznaczonego jako Curtiss SBC-4 Helldiver. 
Produkcję seryjną samolotu SBC-4 rozpoczęto w 1939 i zbudowano ich 174 sztuki.

## Użycie
Samolot Curtiss SBC Helldiver od 1937 roku były kierowane do jednostek lotniczych US Navy i US Marine Corps.
Stanowiły one wyposażenie lotniskowców  USS „Yorktown”, USS „Saratoga”, USS „Enterprise” (SBC-3) oraz USS „Lexington” (SBC-4). Samoloty te nie brały jednak udziału w poważnych działaniach bojowych i zostały z czasem wycofane do rezerwy.
Francja zakupiła 50 samolotów Curtiss SBC-4 Helldiver, lecz z uwagi na klęskę Francji skierowano je na Martynikę. Kilka samolotów tego typu zostało dostarczone do Wielkiej Brytanii, gdzie oznaczono je jako Curtiss Cleveland Mk 1. Samoloty te były używane do treningów.

## Opis konstrukcji
Samolot Curtiss SBC Helldiver to dwumiejscowy dwupłatowy pokładowy bombowiec nurkujący o konstrukcji metalowej, jedynie dolny płat oraz stery i lotki kryte były płótnem. 
Górny płat miał obrys prostokątno-trapezowy z wcięciem przed kabiną pilota, płat ten był wyposażony w lotki. Dolny płat wyposażony był w metalowe klapy. 
Kadłub półskorupowy wykonany z duralu, z dwumiejscową kabiną przykrytą długą oszkloną osłoną. 
Usterzenie klasyczne, wolnonośne. Stery wyposażone w klapki wyważające.
Podwozie główne wciągane w boki kadłuba, tylne kółko stałe.
Napęd stanowił silnik gwiazdowy obudowany osłoną typu NACA, napędzający trzyłopatowe śmigło przestawialne.